# 尼古拉·什皮里奇
尼古拉·什皮里奇（發音：[nǐkola ʃpǐːrit͡ɕ]；1956年9月4日—) ，波斯尼亚和黑塞哥维那塞族政治人物。2007年-2012年任波黑部长会议主席（政府首脑），自2019年起任民族院议员。
他在德瓦尔完成初等教育，高中在萨拉热窝就读，在萨拉热窝大学完成他的本科和研究生教育，获得硕士学位。后来他获得一个经济学博士学位，他的博士论文是“货币和公共财务”。
什皮里奇自1992年以来在巴尼亚卢卡大学任经济学教授。他担任过多个政府职位，2001-2003年担任民族院议员，2002年-2007年担任代表院议员。
2007年1月4日，波黑新当选的3人主席团在与7个波黑议会政党磋商之后，提名什皮里奇为新一任波黑部长会议主席，以结束自去年10月份波黑议会选举以来的组阁危机。11日波黑议会代表院批准什皮里奇为波黑部长会议主席（政府总理），任期4年。。
2007年11月1日，什皮里奇递交了他的辞呈，抗议欧盟驻波黑的高级代表米罗斯拉夫·莱恰克（Miroslav Lajcak）作出的一系列改革决定。什皮里奇认为改革将减少影响波斯尼亚的塞尔维亚人口，导致波黑国内局势紧张。他的辞职被一些人认为是波黑战争结束以来这个国家最严重的危机。在危机后被解决后，2007年12月10日，什皮里奇重新被任命为部长会议主席，并于12月27日和28日分别由主席团和议会确认。